# Incidente de OVNI em Teerã

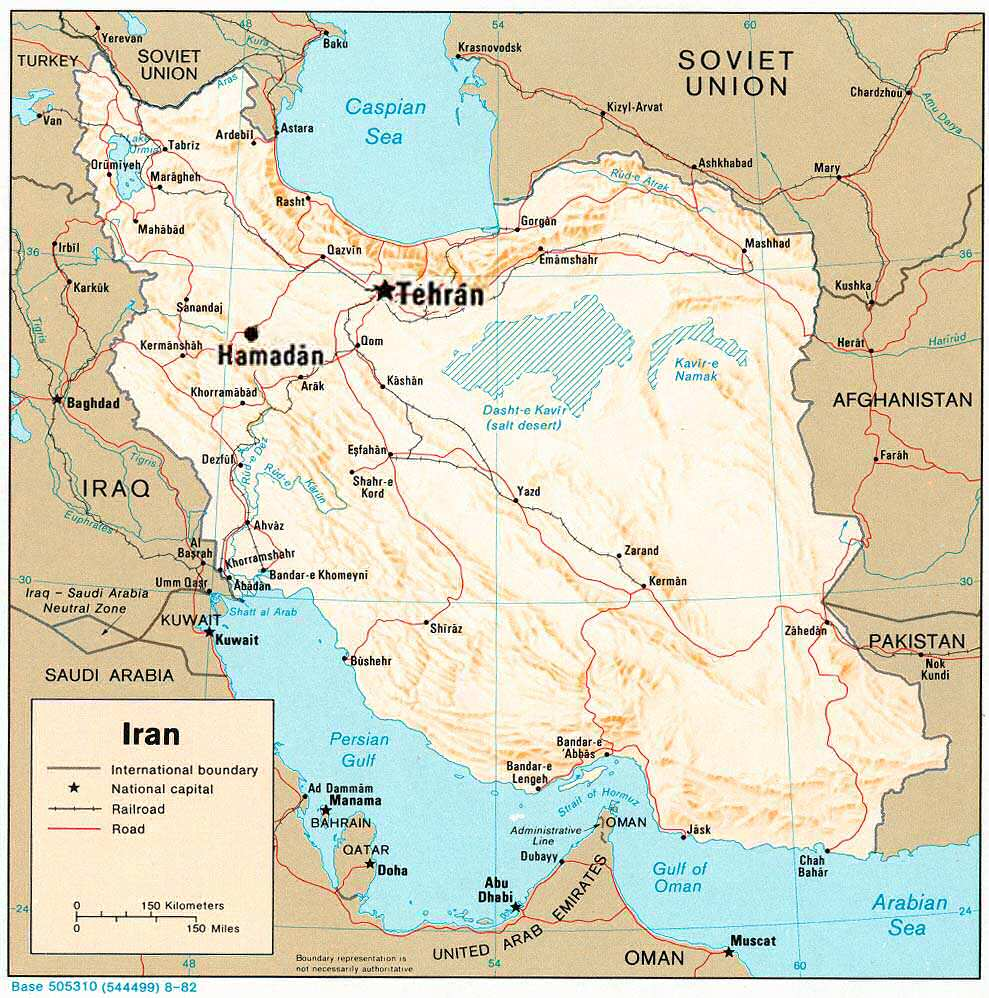
Mapa do Irã mostrando Teerã, de onde os jatos partiram.

O Incidente de OVNI em Teerã foi uma série de relatos de avistamentos de OVNIs por radares e visualmente em Teerã, a capital do Irã, durante as últimas horas de 18 de Setembro e as primeiras horas da manhã de 19 de setembro de 1976. Durante o incidente, dois pilotos de jatos F-4 Phantom II da Força Aérea Iraniana relataram a perda de controle sobre os jatos e sobre as comunicações quando se aproximaram de um objeto desconhecido. Estes foram restaurados após a retirada. Uma das aeronaves também informou uma falha temporária dos sistemas de armas enquanto a tripulação estava se preparando para abrir fogo contra o objeto.
Um relatório inicial do incidente foi transmitido aos Chefes do Estado-Maior Conjunto dos Estados Unidos em 19 de Setembro de 1976.

## Relato  do incidente
Cerca das 23 horas da noite de 18 de Setembro de 1976, um objecto brilhante foi avistado  no céu, a baixa altitude,  sobre Teerão por vários civis .  O objecto era semelhante a uma estrela, mas maior e mais brilhante. 
Na torre de controlo no aeroporto de Mehrebad, o responsável Houssain Pirouzi  procurou com os seus binóculos, vendo também o  objecto - brilhante e com luzes coloridas a piscar. 
Não havia aviões ou helicópteros nas proximidades naquela noite. O posto de comando da Força Aérea foi alertado.  O General Yousefi, que estava no comando na altura,  também viu o objecto. Decidiu descolar um jacto Phantom F-4 II da Força Aérea a partir da base de  Shahrokhi, fora de Teerao, a fim de investigar.
O F-4 transportava duas pessoas, o Capitão Aziz Khani e o Primeiro Tenente Hossein Shokri. Perseguiram o objecto, cuja velocidade foi avaliada próxima da do som. Ao aproximarem-se, perderam os instrumentos e o contato rádio, que foram retomados assim que se afastaram.

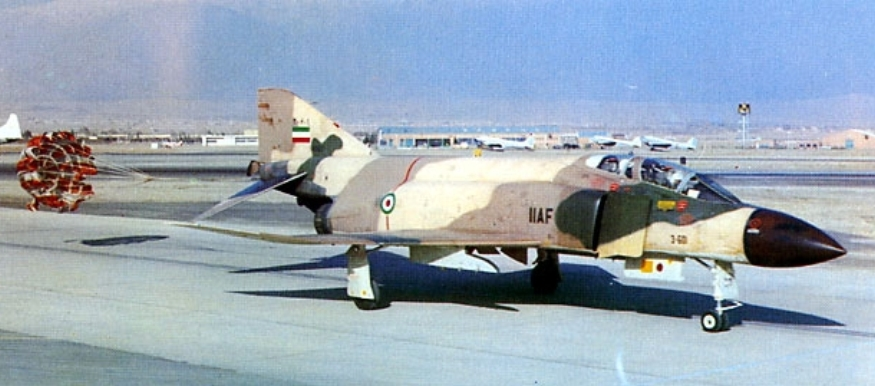
Um caça McDonnell Douglas F-4 Phantom II

 Cerca de dez minutos depois, descolou um segundo jacto,  pilotado pelo Major Parviz Jafari e pelo Tenente Jalal Damirian.  O objecto voando atè ali a baixa altitude sobre a cidade, começou a subir. Entretanto o  Capitão Khani tinha sido mandado regressar. Enquanto ele voltava, o Major Jafari observou mellhor o objecto. Piscava as luzes vermelhas, verdes, cor-de-laranja e azuis tão intensas que não se percebia o seu contorno. As luzes tomavam uma forma de diamante - apenas luzes, nenhuma estrutura sólida conseguia ser  ser vista. A sequência de flashes era extremamente rápida, como uma luz estroboscópica. 
O major Jafari perguntou  à torre se o tinham no radar, mas o radar não estava operacional naquele momento. Mas de súbito o Tenente Damirian exclamou: "Sir, tenho-o no radar". O tamanho no mostrador do radar era comparável ao de um Boeing 707. Naquele momento o Major preparou-se para disparar, mas o armamento não funcionava, assim como o rádio.
De seguida,  um objecto redondo saiu do primeiro objecto, e dirigiu-se a boa velocidade  para o Phantom, como um míssil. O Major descreveu-a como semelhante a uma Lua  brilhantemente iluminada. O piloto  estava realmente assustado, porque pensava que talvez "eles" tivessem lançado algum tipo de projétil na direcção do avião. Mais uma vez, armamento, instrumentos e rádio não funcionaram. Jafari desviou-se do objecto, que acabou por se juntar "suavemente" ao objecto principal.  Mas em poucos segundos, outro objecto redondo - também semelhante a uma Lua luminosa,   se destacou do primário e começou a circular à  volta do avião. De novo todos os instrumentos falharam; quando se afastou,todos ficaram  operacionais
O Major recebeu ordem para voltar à base. Durante a descida, foi seguido por um dos objectos. Durante a aproximação final, outro objecto  foi visto mesmo em frente ao caça.  Este foi descrito como um rectângulo com uma luz em cada extremidade e uma no meio; o segundo piloto, Tenente Jalal Damirian, afirmou ter distinguido uma cúpula redonda com uma luz fraca no interior. Enquanto preparava a aterrisagem, de novo um segundo objecto brilhante se desprendeu do que primeiro tinha sido avistado, e dirigiu-se para o solo, abrandando e aterrando suavemente sobre a terra, iluminando a área em redor. Após todos estes acontecimentos, os objectos no céu desapareceram.
Na manhã seguinte o Major deslocou-se de helicóptero até  à  área exata onde o objeto brilhante pousara. Nada foi encontrado, e não havia qualquer vestígio no terreno.  Contudo, aumentando a estranheza do episódio, um alarme de emergência soava a partir do local onde o objeto tinha pousado, e manteve-se durante vários dias.

## Documentação, críticas e análises

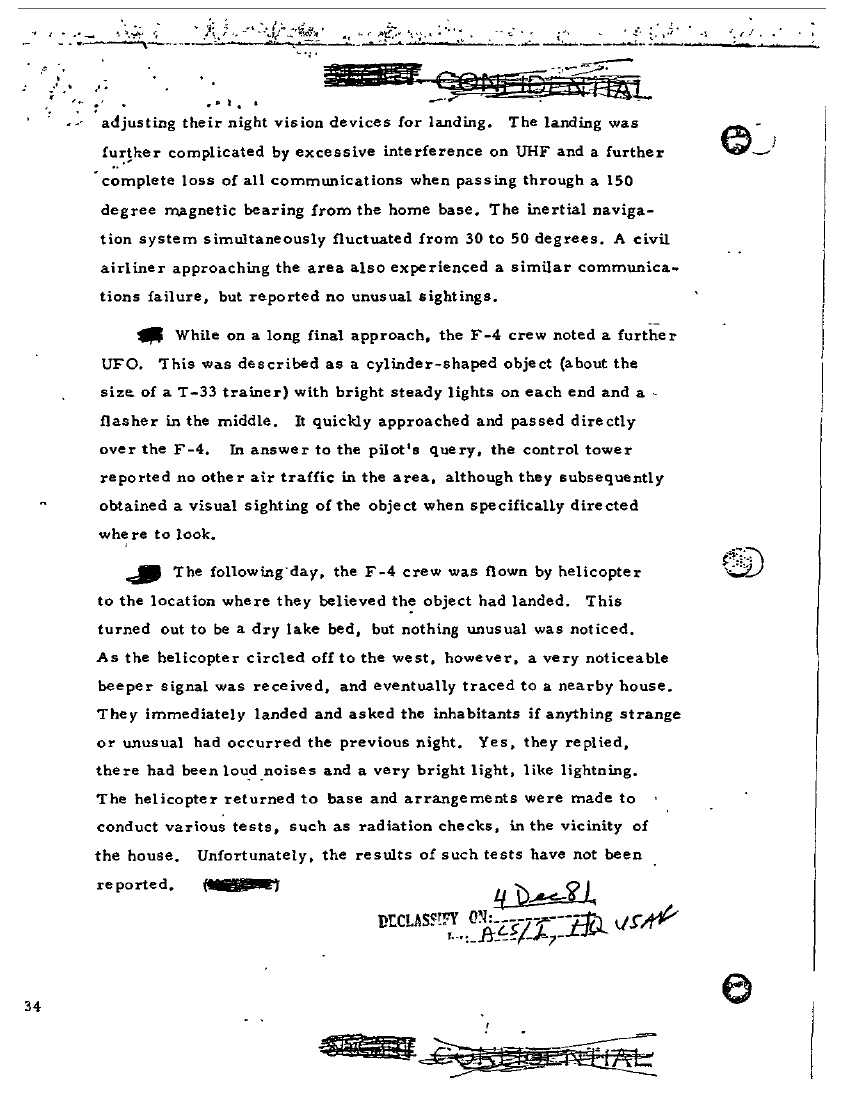
Editorial do MIJI Quarterly (pág.3) em inglês

No dia seguinte, o Major Jafari apresentou um relatório , na presença de várias altas patentes, incluindo um coronel norte-americano, Olin Mooy, que tomava notas. O relatório foi avaliado de acordo com um formulário especial da Agência de Inteligência do Departamento de Defesa dos EUA  (DIA) . Conforme o documento:   
“Um relatório notável.  Este caso é um clássico que atende a todos os critérios necessários para um estudo válido do fenómeno OVNI:
a) O objeto foi observado por múltiplas testemunhas de vários locais diferentes (Shamiran, Mehrabad, e o leito seco do lago)  e pontos (tanto aéreos como no terreno).
b) A credibilidade de muitas das testemunhas era elevada (um general da força aérea, pilotos qualificados e controladores de torre experientes).
c) As observações visuais foram confirmadas por radar.
d) Efeitos eletromagnéticos semelhantes foram observados em três aeronaves diferentes.
e) Houve efeitos fisiológicos em alguns membros da tripulação (ou seja, perda de visão noturna devido ao brilho do objeto) .
f) Os OVNIs exibiram  grande capacidade de manobra.”

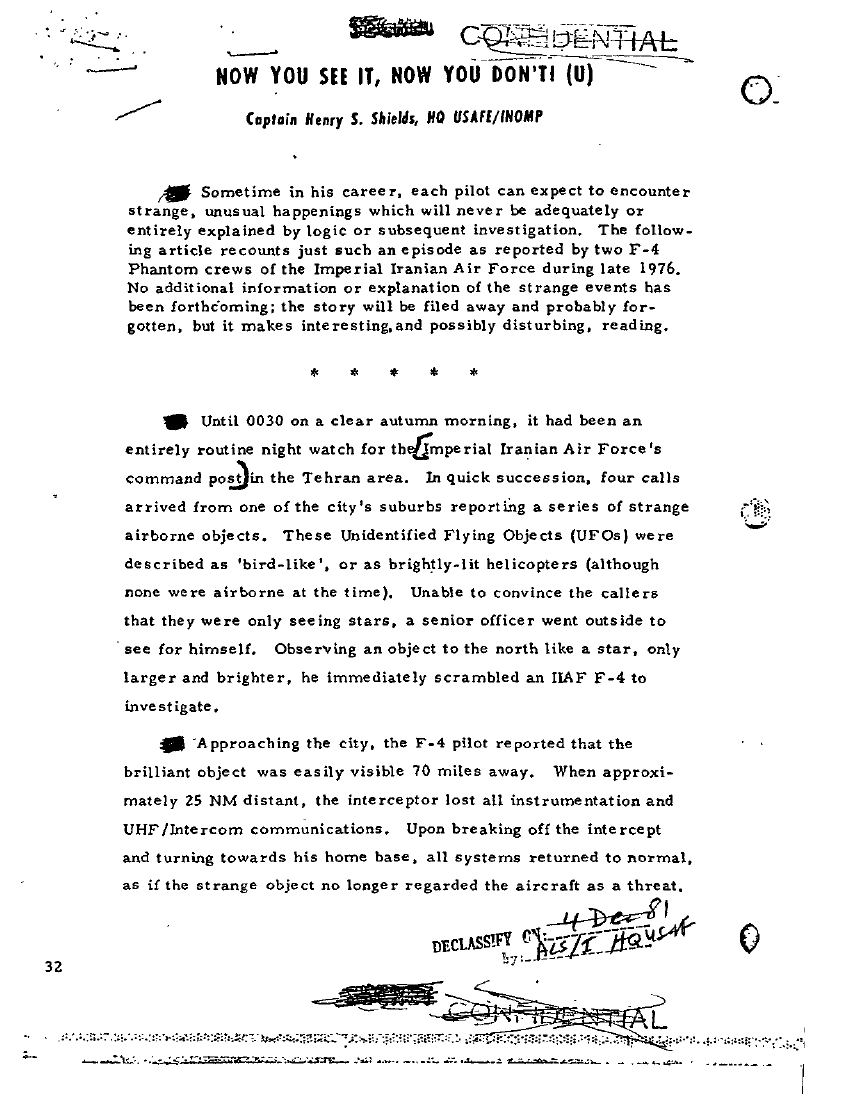
Editorial do MIJI Quarterly (pág.1) em inglês

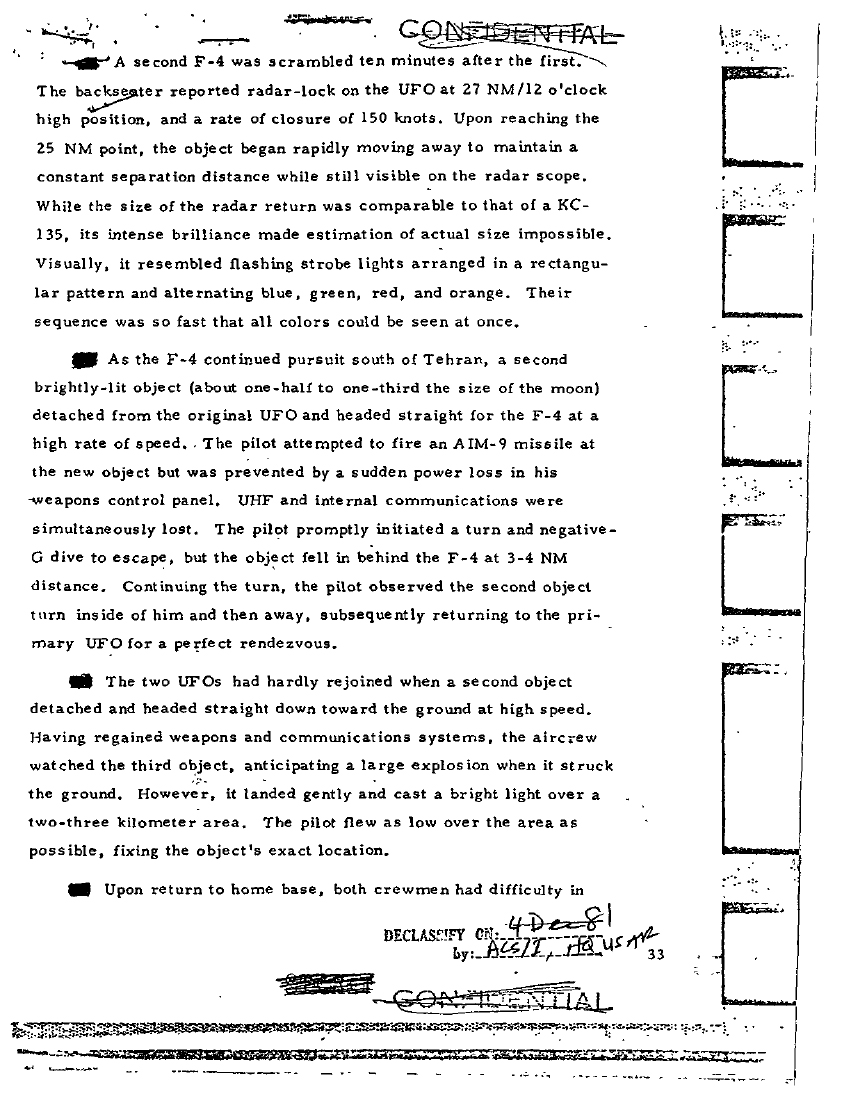
Editorial do MIJI Quarterly (pág.2) em inglês

Um artigo sobre o incidente de Teerão foi escrito em 1978 no MIJI Quarterly , um periódico do Comando de Segurança Electrónica  em San Antonio,Texas,pelo Capitao Henry Shields . O relatório como um todo citava as  informações da Agência de Inteligência do Departamento de Defesa dos EUA (DIA), e começava com o parágrafo :
"Por vezes, na sua carreira, cada piloto pode encontrar algo fora do comum que não pode ser totalmente explicado pela lógica ou pela investigação subsequente. Este artigo é sobre um destes episódios, que foi relatado pelas tripulações de dois F-4 Phantoms da Força Aérea Imperial Iraniana em finais de 1976. Não se espera qualquer explicação ou informação adicional: a história será abandonada e provavelmente esquecida, mas será interessante e talvez uma leitura estimulante."
Comenta Brian Dunning:  "Não há nada interessante sobre o editorial; é apenas uma recontagem dramatizada da mesma informação no memorando do Corone Mooy,  divulgado no boletim informativo como um curioso editorial sobre os assuntos de obstrução e interferência."
De acordo com Martin Bridgstock, da Universidade de Griffith:
Retirados os detalhes, um par de jatos F4 da força aérea iraniana foram escalados para investigar alguns avistamentos de luzes no céu. Os relatórios variam, mas é sabido que um dos jatos sofreu graves falhas elétricas, tentou disparar um míssil em algo e teve algo disparado nele. Um avião civil próximo também sofreu falha de comunicação por rádio.
Segundo o jornalista  Philip J. Klass, um cético ufológico, era provável que os pilotos inicialmente vissem um corpo astronômico, provavelmente Júpiter, uma explicação também citada pelo pesquisador James Oberg. Klass escreveu que a incompetência do piloto e o mau funcionamento do equipamento provavelmente contabilizaram nas falhas do equipamento que fora relatado. De acordo com Klass, um técnico (não nomeado) da Westinghouse na base aérea de Shahrokhi afirmou que apenas o primeiro F-4 relatou falha nos equipamentos, e que este F-4 era conhecido por falhas nos equipamentos, como paralisações elétricas, tendo sido reparado apenas um mês antes do incidente.
Bridgstock criticou relatórios ufólogos como "fontes não confiáveis" e resumiu as conclusões de Klass:
Klass descobriu que apenas uma aeronave tinha sofrido avarias elétricas, não duas. Além disso, aquele jato tinha um historial de falhas elétricas inexplicáveis, e a oficina elétrica responsável pela manutenção do jato era notória pelo seu pobre desempenho. Neste contexto, uma avaria eléctrica temporária dificilmente poderia ser caracterizada como misteriosa. Ele também salienta que as tripulaçoes  estavam cansadas e agitadas, e poderiam ter confundido estrelas ou meteoros com OVNIs e "mísseis". Além disso, Klass assinala que as falhas de rádio em avioes não são incomuns, e é por isso que eles transportam vários conjuntos de rádios substitutos.
Contudo, ambos os interceptores viram o objeto no radar, o que é impossível para um objeto astronómico como uma estrela ou o planeta Júpiter. O planeta Júpiter não tem luz própria, e não se desloca a grande velocidade. Muitos outros detalhes Klass não soube explicar, como as falhas de equipamentos na sala de controle, tanto de interceptores quanto de três aeronaves civis na região. Jerome Clark comentou :
A teoria de Klass presume uma notável falta de dotes de observação e técnicas, mesmo rudimentares,  por parte dos participantes iranianos. De certa forma, seria mais fácil creditar a noção, para a qual também não existem provas, de que as testemunhas fabricaram conscientemente o avistamento. Tanto o General Azerbarzin como o controlador aéreo Perouzi consideraram o incidente completamente intrigante. Também , como os documentos indicam, os analistas americanos que estavam familiarizados com o incidente.
Em relação ao depoimento do piloto sobre "objetos brilhantes" tombando para o solo e "deixando uma trilha brilhante", o autor Brian Dunning observa que no dia 19 de setembro, o dia do incidente, havia duas diferentes chuvas de meteoros, de modo que a observação de objetos em queda ou luzes ímpares não teria sido incomum. 
De acordo com Dunning:
Uma vez que olhamos para todos os elementos da história, sem a presunção de uma nave espacial alienígena, a única coisa incomum no caso OVNI de Teerão 1976 é que os jatos estavam perseguindo objetos celestes e tinham falhas de equipamento. Houve muitos casos em que aviões tiveram falhas de equipamento, e houve muitos casos em que aviões identificaram incorretamente  objetos celestes. De vez em quando, ambos vão acontecer no mesmo voo.
Dunning criticou ufólogos e programas de televisão com temática sobre OVNIs que descrevem qualquer incidente comum como contato extraterrestre ou avistamento de um OVNI.